# Tiền phong phụ
Tiền phong phụ (Tiếng Anh: Small forward hay viết tắt là SF), còn được gọi là vị trí số ba, là một trong năm vị trí trong một trận bóng rổ thông thường. Tiền phong phụ thường thấp hơn, nhanh hơn và gầy hơn tiền phong chính và trung phong nhưng cao hơn, to hơn và khỏe hơn bất kỳ vị trí hậu vệ nào. Họ có chiến lược và thường được tin tưởng vào khả năng ghi điểm, phòng thủ, tạo ra các khoảng trống và bắt bóng bật bảng cho đội của họ.
Tiền phong phụ được coi là có lẽ là vị trí linh hoạt nhất trong năm vị trí bóng rổ chính vì họ có thể đóng góp nhiều trong cả tấn công và phòng thủ. Trong NBA, các tiền phong phụ thường có chiều cao từ 6' 6" (1,98 m) đến 6' 9" (2,06 m); trong WNBA, họ thường có chiều cao từ 6' 0" (1,83 m) đến 6' 2" (1,88 m). Vì vậy họ có chiều cao trung bình của tất cả các cầu thủ bóng rổ chuyên nghiệp vì họ cao hơn các hậu vệ, nhưng thấp hơn tiền phong chính và trung phong.
Tiền phong phụ có nhiệm vụ ghi điểm và phòng thủ, và thường là cầu thủ bắt bóng bật bảng thứ hai hoặc thứ ba trong đội, sau tiền phong chính và trung phong. Trong bóng rổ chuyên nghiệp, một số người có trách nhiệm chuyền bóng đáng kể và nhiều người là cầu thủ ghi bàn xuất sắc.
Phong cách ghi bàn của các tiền phong phụ rất đa dạng. Một số người là những tay ném rất chính xác, chẳng hạn như Kevin Durant, và một số khác thích chủ động va chạm nhiều với các cầu thủ đối phương, chẳng hạn như LeBron James. Những tiền phong phụ khác thường là những cầu thủ có thể tấn công rổ mạnh mẽ và cũng có thể nhảy ném ghi điểm. Trong một số trường hợp, các tiền phong phụ sẽ chơi ở vị trí gần đường biên ngang; trong những trường hợp khác, họ hoạt động như cầu thủ không bóng. Các chuyên gia phòng thủ trong số họ cũng đặc biệt linh hoạt, thường có thể theo kèm nhiều vị trí bằng kích thước, tốc độ và sức mạnh của mình. Có động tác chân phù hợp và tư thế phòng thủ vững chắc góp phần vào lý do tại sao các tiền phong phụ lại thành công. Khi nói đến số liệu thống kê, các tiền phong phụ phải có mặt ở toàn mặt sân và ít nhất phải có số liệu thống kê ở hầu hết các hạng mục.
Có rất nhiều tiền phong phụ xuất sắc được biết đến vì những đóng góp và sự linh hoạt của họ. Những tiền phong phụ hàng đầu trong lịch sử WNBA bao gồm: Maya Moore, Angel McCoughtry, Tamika Catchings, Elena Delle Donne và DeWanna Bonner. Các tiền phong phụ được ghi danh vào Sảnh danh vọng bóng rổ Naismith bao gồm Julius Erving, Larry Bird, James Worthy, Elgin Baylor, Paul Pierce, John Havlicek, Scottie Pippen, Alex English, Bernard King, Chris Mullin, Dominique Wilkins, Rick Barry, Grant Hill, Tamika Catchings, Cheryl Miller và Sheryl Swoopes.